# Bulevardul Iuri Gagarin din Chișinău
Bulevardul Iuri Gagarin (de la sf. sec. XIX până în 1961 str. Muncești, în perioada 1961-1964 parte a bd. Muncești, până în 1991 Drumul Muncești) se află în sectorul Centru și este cuprins între Piața C. Negruzzi și Piața Iulius Cezar. Are o lungime de 600 m. La începutul sec. XIX pe acest loc se afla Bariera Muncești, spre care aveau ieșire văile Mălina Mică și Mălina Mare. În axa bulevardului sunt amplasate hotelul Cosmos cu 19 etaje și statuia ecvestră a lui G. Kotovski (1954, sculptori L. Dubinovski, K. Kataika; arhitect F. Naumov), iar în partea opusă perspectiva bulevardului este accentuată de biserica Sf. Treime și clădirea căminului cu 8 etaje de pe bd. Decebal 1.
Bulevardul poartă numele lui Iuri Gagarin, primul cosmonaut din lume. Acesta a vizitat Chișinăul în 1966; atunci, la 9 octombrie a sădit un pom pe o stradă din sectorul Râșcani.